# Planalto da Serra
Planalto da Serra es un municipio brasileño situado en el estado de Mato Grosso. Tiene una población estimada, en 2021, de 2637 habitantes.
Se localiza a una latitud 10º26'21" sur y a una longitud 55º16'36" oeste, estando a una altitud de 319 metros.
Posee un área de 2437.59 km².
Planalto da Serra cuenta con varios ríos, entre los que cabe destacar el São Manoel o Teles Pires, el Bananal y el Pacu.